# بيتر ادمون
بيتر ادمون (بالإنجليزية: Angus Edmond)‏ هو دراج نيوزلندي، ولد في 3 فبراير 1976 في كرايستشرش في نيوزيلندا.

## وصلات خارجية
- بيتر ادمون على موقع أرشيف الدراجات (الإنجليزية)